# Nomadness
Nomadness è il nono album degli Strawbs, pubblicato dalla A&M Records nel settembre del 1975. Il disco fu registrato tra giugno e luglio del 1975 al Sound Techniques di Chelsea, Londra (Inghilterra).

## Tracce
Lato A
1. To Be Free – 4:15 (Dave Cousins)
2. Little Sleepy – 4:09 (Dave Lambert)
3. The Golden Salamander – 4:57 (Dave Cousins)
4. Absent Friend (How I Need You) – 4:42 (Dave Cousins)
5. Back on the Farm – 2:42 (Dave Cousins)

Lato B
1. So Shall Our Love Die – 3:37 (Dave Cousins)
2. Tokyo Rosie – 2:47 (Dave Cousins)
3. A Mind of My Own – 4:33 (Rod Coombes)
4. Hanging in the Gallery – 4:32 (Dave Cousins)
5. The Promised Land – 4:03 (Chas Cronk)

Edizione CD del 2008, pubblicato dalla A&M Records
1. To Be Free – 4:17 (Dave Cousins)
2. Little Sleepy – 4:10 (Dave Lambert)
3. The Golden Salamander – 4:54 (Dave Cousins)
4. Absent Friend (How I Need You) – 4:38 (Dave Cousins)
5. Back on the Farm – 2:42 (Dave Cousins)
6. So Shall Our Love Die – 3:39 (Dave Cousins)
7. Tokyo Rosie – 2:48 (Dave Cousins)
8. A Mind of My Own – 4:33 (Rod Coombes)
9. Hanging in the Gallery – 4:32 (Dave Cousins)
10. The Promised Land – 4:04 (Chas Cronk)
11. Still Small Voice – 2:27 (Dave Cousins) – Bonus Track
12. It's Good to See the Sun – 4:05 (Dave Cousins) – Bonus Track[3]

- Brani 11 e 12 registrati nell'aprile 1975 al Sound Techniques Studios di Chelsea, Londra

## Musicisti
Brano A1
- Dave Cousins - voce, chitarra acustica
- Dave Lambert - chitarra elettrica
- John Mealing - organo
- Chas Cronk - basso
- Rod Coombes - batteria

Brano A2
- Dave Lambert - voce, chitarra elettrica
- John Mealing - pianoforte elettrico
- Chas Cronk - basso
- Rod Coombes - batteria

Brano A3
- Dave Cousins - voce, dulcimer elettrico
- Dave Lambert - voce, chitarra elettrica
- Chas Cronk - voce

Brano A4
- Dave Cousins - voce
- Dave Lambert - chitarra elettrica
- John Mealing - pianoforte
- Chas Cronk - basso
- Rod Coombes - batteria

Brano A5
- Dave Cousins - banjo elettrico
- Dave Lambert - voce, chitarra acustica
- John Mealing - pianoforte
- Jack Emblow - accordion
- Chas Cronk - basso
- Rod Coombes - batteria

Brano B1
- Dave Cousins - voce, chitarra acustica
- John Mealing - pianoforte
- Chas Cronk - basso
- Rod Coombes - batteria
- Tom Allom - piatti (cymbalum)

Brano B2
- Dave Cousins - voce, chitarra acustica
- Dave Lambert - chitarra elettrica
- Rick Wakeman - clavicembalo
- Chas Cronk - basso
- Rod Coombes - batteria
- Tony Carr - congas
- Tom Allom - piatti (cymbalum)

Brano B3
- Rod Coombes - voce, chitarra acustica , batteria
- Dave Lambert - voce
- Tommy Eyre - pianoforte, clavinet, sintetizzatore
- Chas Cronk - basso, voce

Brano B4
- Dave Cousins - voce, chitarra acustica
- Dave Lambert - chitarra elettrica
- John Mealing - organo
- John Lumley-Savile - sintetizzatore
- Chas Cronk - basso
- Rod Coombes - batteria

Brano B5
- Dave Cousins - voce, chitarra acustica
- Dave Lambert - voce, chitarra elettrica
- Tommy Eyre - pianoforte
- John Mealing - organo
- Chas Cronk - basso
- Rod Coombes - batteria